# Arbostola
Arbostola é um gênero de traça pertencente à família Arctiidae.